# Naoki (リングアナ)
Naoki（ナオキ、1985年7月7日 - ）は日本のリングアナウンサー。
出場大会では常にメインクラスの試合を担当して、その今風の外見とタキシード姿からホスト風リングアナウンサーやギャル男風リングアナウンサーと言われることが多い。過去のリングアナウンサーのイメージをくつがえしてリングアナウンサー業界に大きく影響を与えた。
コールは昔ながらのプロレスリズムを主とし重みのある低音を得意としている。

## 来歴
元はファースト・オン・ステージの親会社であるウエストジャパンの営業部にて活動。
2006年2月25日、ZERO1-MAX（現：ZERO1）でデビュー。主にビッグマッチを担当している。
5月26日、馳浩の文部科学省副大臣就任パーティーにて馳をプロレス形式の入場コールで場内に呼び込んだ。この模様は週刊ファイトに大きく掲載された。この時の入場コールがパーティーに出席していたK-1の石井和義の目にとまり石井自らK-1でのリングアナウンサーのオファーを出してNaokiをスカウトしたとされている。
6月30日、K-1 MAXにてデビューして大晦日のK-1 PREMIUM 2006 Dynamite!!でも主要カードを担当。
2007年、HERO'Sでも活躍している。
2008年、HERO'Sの消滅に伴い、再びK-1 MAXを主な活動場所にしている。
その他にProWres EXPO 2008での大会進行でリングアナウンサーを務めている。
2009年、リングアナウンサーとしては異例の自身の後援会（ファンクラブ)も結成されて自身もイベントなどに積極的に参加している。
2011年2月、自身のデビュー5周年となったZERO1大阪大会を最後に同団体からは離れ、旧体制のK-1が消滅した事も重なり、実質フリーとして活動している。
10月、センダイガールズプロレスリング大阪大会にてゲストリングアナウンサーとして参加。以降、センダイガールズプロレスリングの大阪と博多での興行は全てリングアナを務めている。
フリーになって以降はスカイAチャンネルにてナレーションや番組タイトルコールなども行っている。
2013年、プロレスラー救世忍者乱丸の自主興行、乱丸フェスタにてゲストリングアナウンサーとしてメインイベントをコール。
松山勘十郎の自主興行、松山流女子祭典にてリングアナウンサーを担当している。
元女子プロレスラー栗原あゆみのトークライブにてゲストとして登場し引退前の栗原を呼び込む。
高橋奈苗、夏樹たいようとの縁でスターダムにてゲストリングアナウンサーとしても活動している。
2013年、旧体制の大阪プロレスにて同団体の名物、天王山トーナメントにてゲストリングアナウンサーとして公式戦をコール。
2014年、ブラックバファローデビュー20周年興行のリングアナウンサーを担当した。
大阪プロレス15周年記念興行、新体制としての大阪プロレスよりリングアナウンサーを担当。
2015年、大衆プロレス松山座旗揚げよりリングアナウンサーを担当。
・全日本プロレス大阪大会にてゲストリングアナとして参加、以降スポットで参戦
・新格闘技巌流島にて旗揚げより総合リングアナウンサーを担当
2020年2月14日、MoveOnプロレスリングの旗揚げを発表。旗揚げ興行は2020年5月3日大阪176BOX。
2022年、コロナの影響により延期を余儀なくされている旗揚げ戦に向けて無観客、YouTubeにて無料配信のプレ旗揚げ戦を開催。
・4月に開催されたRIZIN TRIGGER3rdにてゲストリングアナウンサー として参加
・両国にて開催されたアントニオ猪木追悼興行INOKI BOM-BA-YE×巌流島にて巌流島パートの試合を担当
・12月3日、コロナによって2年7ヶ月の延期を余儀なくされていたMoveOnプロレスリングの旗揚げ戦をアゼリア大正にて開催。
その後3ヶ月に1度程のペースでMoveOnの本興行を開催、運営とリングアナを担当している。
2023年9月　かねてより親交のあった南月たいようとの縁で SEAdLINNNGとの団体間の業務提携を締結
2024年12月上野公園にて開催されたハイカロリーフェスにMoveOnとして参加し、翌日東京SEAdLINNNGの合同興行を開催し団体としての東京初進出を果たす。
2025年7月　Breaking Down16  同大会の大阪初進出大会にてゲストリングアナウンサーとして参加

## 人物
- 前述した通り外見は今風のまさにホストの様な今までのリングアナにはいない特殊さをもつ、ロングヘアーにメッシュ、焼けた肌、そんな外見からは想像もつかないが丁寧で好青年であるとされている。
- blogのタイトル通り本人は酒が大好物で酒豪とされ、レスラーにも引けをとらないと言われている。
- ゲーマーでアニメ、フィギュア好きという一面ももちあわせている。
- ZERO1認定キン肉マン知識王チャンピオンとBlogで公開した[1]。

## 交友関係
交友関係が幅広前述した石井和義をはじめとし、格闘技関連では橋本真也、獣神サンダー・ライガー、永田裕志、大谷晋二郎や神風をはじめとするZERO1所属選手、安田忠夫、ラッパーのUZI、ヴォーカルユニットの風流、声優の小野健一、レポーターの東海林のり子、芸人の西川のりお、みょーちゃん、KICK☆、国会議員の馳浩、女優水沢アキ、アナウンサー辻よしなり、元ジャイアンツ高野忍、阪神タイガースよりドラフト4位指名を受けた秋山拓巳、河内家菊水丸などバラエティに富んでいる。中でも大谷晋二郎や神風は呑み仲間。元ジャイアンツの高野忍をZERO1入りさせデビュー直前のスパーリングを自らがつとめた事もあったまたZERO1内部にZERO1大阪を作り、元大阪プロレスの内田祥一を紹介した。その他にもタレントや女優、モデルや芸人までかなり幅広い交友関係がある。

## その他
- 新格闘技巌流島旗揚げよりリングアナウンサー、MCを担当。
- アイスリボン大阪大会にゲストリングアナウンサーとして参加。
- ゼウス、ボディガー、ビリーケン・キッドの合同興行、レッスルドリームにリングアナウンサーとして参加。
- ダンス教育のJDAC主催の業界初の文部科学大臣賞が送られる全日本ダンス指導者、指導技術コンクールにて毎年総合MCを担当。
- 幕張メッセで開催されたニコニコ闘会議内のストリートファイター世界最強降臨の総合MCを担当
- 河内家菊水丸の盆踊りツアー出陣式にて不定期でオープニングでの菊水丸の呼び込みとしてゲスト参加している。
- 大阪と京橋にて自身のBarと居酒屋も経営している。
- 2018年には法人化し株式会社MoveOnProjectの代表取締役に就任。

## ボビーアクシデント
K-1 PREMIUM 2006 Dynamite!!でチェ・ホンマン vs. ボビー・オロゴン戦をリングアナウンスした際ボビーにぶつかられドアップで映った。